# Kläppragöl
Kläppragöl är en sjö i Lessebo kommun i Småland och ingår i Ljungbyåns huvudavrinningsområde.